# عشق به سبک ایرانی
عشق به سبک ایرانی (به آلمانی: Liebe auf Persisch) یک تله‌فیلم در ژانر درام، عاشقانه و جاده‌ای به کارگردانی فلوریان باکس‌مایر محصول سال ۲۰۱۸ کشور آلمان است.

## خلاصه داستان
روبرت لاینتر متوجه می‌شود پدرش در ایران ناپدید شده است و برای پیدا کردنش به ایران می‌رود. در آنجا با شیرین مدرس زبان آلمانی آشنا می‌شود که...

## تولید
این فیلم با نام سلام، پارس (به آلمانی: Grüß Gott, Persien) تولید شده است. این فیلم اولین تولید خارجی در ایران از سال ۱۹۷۸ بود. فیلمبرداری بین ۵ سپتامبر تا ۱۳ اکتبر ۲۰۱۷ در تهران ، کاشان و مونیخ انجام شد. صحنه های مختلفی در ایران مانند پریدن به داخل استخر و صحنه تخت‌خواب مشترک در آلمان فیلمبرداری شده است. یک نسخه برش جایگزین برای تلویزیون ایران ایجاد شد. این فیلم برای اولین بار در جشنواره فیلم‌های آلمانی در لودویگسهافن به نمایش درآمد. این فیلم برای اولین بار در جمعه ، ۱۹ اکتبر ۲۰۱۸ از ARD پخش شد.